# Taring
Taring (tibétain : ཕྲེང་རིང ; Wylie : phreng ring) est une ville tibétaine située près de Gyantsé dans le Tibet central où vécut Raja Taring. Fosco Maraini se rendit à Taring et rencontra Raja Taring lors de sa première expédition au Tibet en 1937.